# Fundacja TVN
Fundacja TVN – ogólnopolska fundacja, będąca organizacją pozarządową posiadającą także status organizacji pożytku publicznego. Do 2021 działała pod nazwą Fundacja TVN Nie jesteś sam.

## Historia
Fundacja powstała 22 czerwca 2001, rok później została wpisana do rejestru przedsiębiorców. Jej siedzibą jest Warszawa. Fundatorem tej organizacji została spółka akcyjna TVN, pokrywająca jej koszty funkcjonowania. Organem reprezentującym fundację jest jej zarząd. Od czasu rejestracji w 2001 prezesem fundacji była Bożena Walter, z inicjatywy której powstała ta organizacja. Funkcję tę pełniła do 2016, kiedy to zastąpił ją Rafał Rześny. Jeszcze w tym samym roku stanowisko prezesa zarządu objęła Katarzyna Kolenda-Zaleska. W skład zarządu weszła także m.in. dziennikarka Anna Maruszeczko. W 2024 na czele fundacji stanęła Zuzanna Lewandowska.

## Działania fundacji
Fundacja prowadzi działania na rzecz rzeczowego i finansowego wspierania chorych dzieci i osób starszych. Zajmuje się także pomocą na rzecz placówek ochrony zdrowia i ośrodków pomocy społecznej. Finansuje m.in. remonty oddziałów szpitalnych, turnusy rehabilitacyjnych, zakup protez. W ciągu pierwszych dziesięciu lat działalności na cele charytatywne przekazała kwotę około 140 milionów złotych. Sfinansowała w całości koszt budowy Centrum Profilaktyki Nowotworów Centrum Onkologii – Instytutu im. Marii Skłodowskiej-Curie w Warszawie (w kwocie 36 milionów złotych). Przekazała także 18 milionów złotych na remonty klinik w Centrum Zdrowia Dziecka. Fundacja w ramach prowadzonych działań jest organizatorem okresowych charytatywnych meczów piłki nożnej pomiędzy drużynami gwiazd TVN i polityków.
Jest również organizacją pożytku publicznego. Z tzw. 1% podatku dochodowego od osób fizycznych za 2009 otrzymała około 5,7 miliona złotych, a za 2010 około 7,5 miliona złotych, plasując się w tych latach na czwartym miejscu pod względem uzyskanej kwoty wśród wszystkich OPP.

## Wyróżnienia
W 2011 Bożena Walter, inicjatorka powołania fundacji i prezes jej zarządu, w uznaniu wybitnych zasług w działalności na rzecz osób potrzebujących pomocy, za szczególne osiągnięcia w pracy organizacyjnej i społecznej, została odznaczona Krzyżem Oficerskim Orderu Odrodzenia Polski. Sama organizacja była wyróżniana m.in. Nagrodą św. Kamila (2010).